# Lépi
Lépi é uma vila e comuna angolana que se localiza na província do Huambo, pertencente ao município de Longonjo.
Esta vila chamou-se Huambo-Cabral Moncada, e foi a capital do reino do Huambo entre 1902 e o final da Segunda Guerra Luso-Ovimbundo, em 1904, sendo que inclusive mantém nas redondezas as ruínas da administração colonial construídas para reforçar o domínio lusitano após o fim do conflito. O nome Huambo foi dado à capital provincial huambina em 1912, já que Lépi, à altura, fora transferida para lá.
Após 1912 Lépi ficou desabitada, porém a existência de uma parada improvisada do Caminho de Ferro de Benguela fez com que na década de 1920 o povoado de Lépi voltasse a abrigar moradores; seu nome histórico, porém, foi definitivamente perdido.
A partir da década de 1920 o nome vila Pauling foi dado ao povoado; recebeu, após 1975, o nome Lépi.
Um dos principais pontos de interesse da localidade encontra-se nas ruínas da antiga administração colonial portuguesa para o planalto.